# Alexander Merk
Alexander Merk (* 19. Januar 1987 in Augsburg, Deutschland) ist ein deutscher Zauberkünstler.

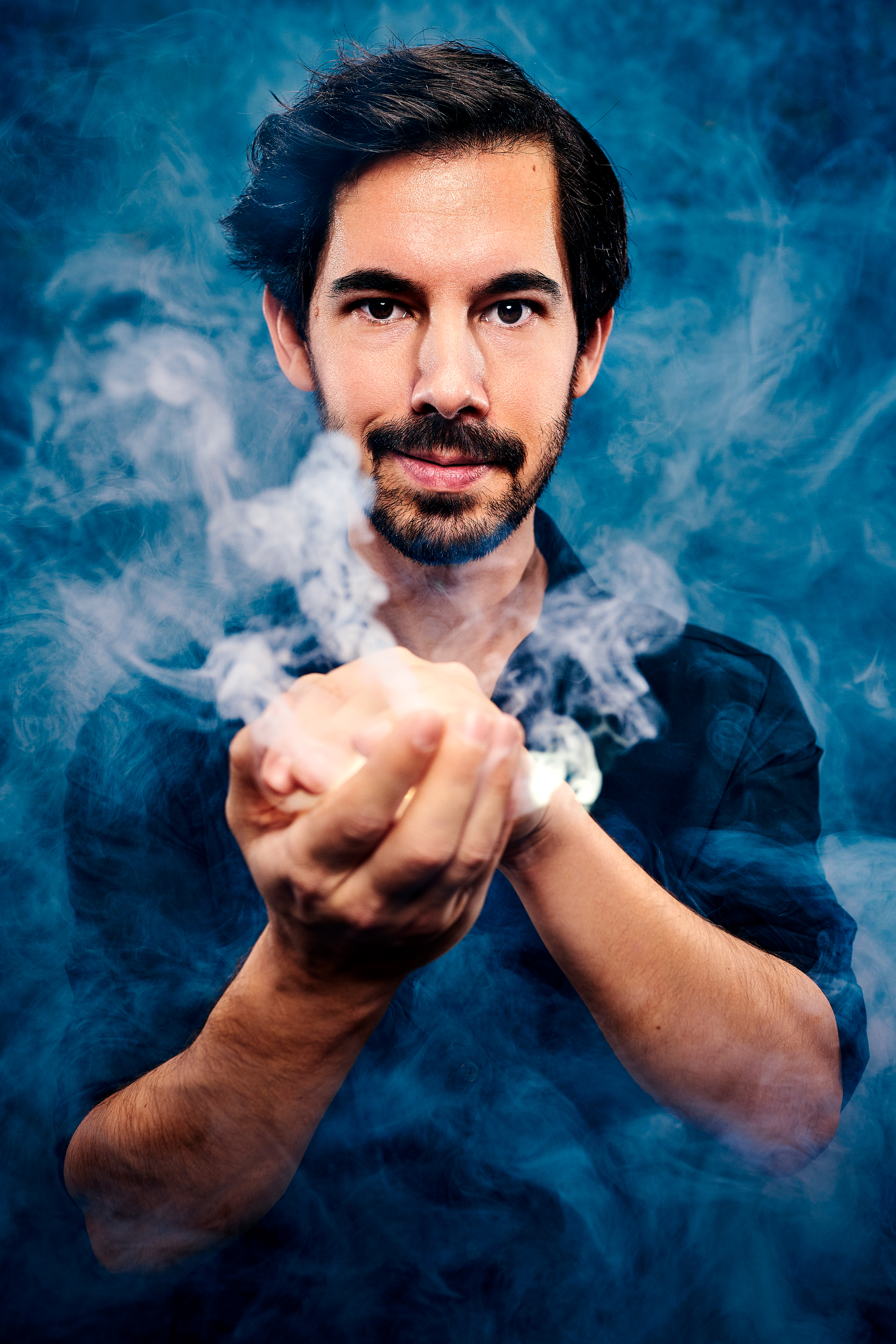
Zauberer Alexander Merk

## Leben

### Ausbildung und Werdegang
Alexander Merk entdeckte schon im Alter von sechs Jahren seine Leidenschaft für das Geschichtenerzählen und führte erste selbstgeschriebene Theaterstücke auf. Zu Weihnachten bekam er einen Zauberkasten geschenkt, der sein Interesse an der Zauberkunst entfachte. Er begann, sich intensiv mit Magie zu beschäftigen, las Bücher darüber und nahm Zaubersendungen im Fernsehen auf. Bereits in jungen Jahren nahm er erfolgreich an regionalen Zauberwettbewerben teil und gewann erste Preise.
Mit 16 Jahren wurde er Mitglied im Magischen Zirkel von Deutschland, wo er von erfahrenen Zauberern lernte. Merk ist ausgebildeter Mediengestalter und arbeitet seit 2008 hauptberuflich als Zauberkünstler. Er lebt in Berlin, wo er in seinem Atelier neue Illusionen und Projekte entwickelt.

### Wirken als Zauberkünstler
Alexander Merk hat sich mit seinen poetischen und einzigartigen Zauberdarbietungen einen Namen gemacht. Mit der poetischen Zauberdarbietung Murgel errang er bei den Deutschen Meisterschaften der Zauberkunst 2008 im Bereich „Allgemeine Magie“ den Gesamtsieg und wurde Deutscher Meister dieser Sparte.
Seit 2008 tritt Alexander Merk mit verschiedenen Solo-Theaterprogrammen im deutschsprachigen Raum auf. Er kombiniert in seinen Aufführungen Zauberkunst mit erzählerischen Elementen und fügt poetische sowie humorvolle Aspekte hinzu.
Zusätzlich zu seinen Bühnenauftritten hat Alexander Merk als Fachautor zahlreiche Kolumnen für die Fachzeitschriften Magische Welt und MAGIE verfasst. Anfang 2010 veröffentlichte er sein Fachbuch „Basisarbeit“, das sich mit den Grundlagen der Zauberkunst beschäftigt. 2018 folgte das Buch „Merkwürdiges – 33 Zaubertricks für deinen Alltag“, das sich an Zauberanfänger richtet.
Hinter der Kamera arbeitete Alexander Merk als Magic Consultant für den Film Who Am I – Kein System ist sicher. Dabei entwickelte er die im Film gezeigten Zaubertricks und bereitete den Hauptdarsteller Tom Schilling auf seine Rolle vor, indem er ihm die notwendigen Fertigkeiten in der Zauberkunst vermittelte.
Alexander Merk tritt auch als zaubernder Moderator auf. Er moderiert regelmäßig in deutschen Varietés wie dem Krystallpalast Varieté und dem Neuen Theater in Höchst. Zudem übernahm er die Moderation bei Events wie dem Internationales Trickfilm-Festival Stuttgart und der Jugendpresse im Bundesrat.
Seit 2015 ist er zudem Gastgeber der Show „Augsburg Magisch“, die jährlich im Parktheater im Kurhaus Göggingen stattfindet und bei der er dem Augsburger Publikum internationale Zauberkünstler präsentiert.
Als Teil von Bajazzo Invasion trat Alexander Merk 2024 beim Festival d’Avignon im Theater Notre Dame auf. Das Stück kombiniert moderne Clown-Theater-Elemente mit Magie und Musik und zeichnet sich durch eine innovative und genreübergreifende Bühnenpräsentation aus.

## Live Shows
- Zwischen Traum und Phantasie, 2008–2013[5]
- Wunder vom Dach, 2009–2011[15]
- Hinters Licht geführt, 2013–2021[16]
- Augsburg Magisch, seit 2015[13]
- Merkwürdig, seit 2021[17]
- Die Busch Company, seit 2022[18]
- Bajazzo Invasion, seit 2022[14]

## Auszeichnungen
- Deutscher Meister der Zauberkunst in Sprechzauberkunst 2008[4]
- 1. Platz: Kleinkunstpreis „Bamberger Händchen“ 2002
- 1. Platz: Westdeutsche Meisterschaft „Sprechzauberkunst“ 2007
- 1. Platz: Westdeutsche Meisterschaft „Comedy“ 2007
- 2. Platz: Deutsche Meisterschaften der Zauberkunst (Parlour) 2017[4]
- 3. Platz: Süddeutsche Meisterschaften 2004
- 3. Platz: „Foire des Magiciens“, Luxemburg 2004
- 3. Platz: Prix Juventa Magica, Berlin 2006

## Varietés, Festivals und Theater (Auswahl)
- Schmidt Theater, Hamburg
- Festival von Avignon, Frankreich
- Spielbudenplatz, Hamburg
- AIDA Cruises
- TUI Cruises
- Straßenkünstler-Festival, Vevey, Schweiz
- Renitenztheater, Stuttgart
- Circus Roncalli, Deutschland
- Neues Theater Höchst, Frankfurt-Höchst
- Wintergarten (Varieté), Berlin
- Parktheater, Augsburg
- Theater an der Ruhr, Mülheim an der Ruhr
- Theater am Marientor, Duisburg
- Die Wühlmäuse, Berlin
- ufaFabrik, Berlin
- GOP Varieté, Hannover
- Scheinbar Varieté, Berlin
- Spiegelzelt Parkhotel, Bremen
- Theater Akzent, Wien (A)
- Opernhaus Wuppertal
- Krystallpalast Varieté, Leipzig
- Bar jeder Vernunft, Berlin
- Gloria-Theater, Köln